# Le Talon de fer
Pour les articles homonymes, voir Talon et Fer (homonymie).
Le Talon de fer (titre original : The Iron Heel) est un roman de  l'écrivain américain Jack London publié aux États-Unis en février 1908. En France, il a paru pour la première fois en 1923.
C'est une contre-utopie décrivant une tyrannie capitaliste totalitaire aux États-Unis. Il est considéré comme la première dystopie moderne.

## Résumé
Le Talon de fer décrit une révolution socialiste qui serait arrivée entre 1912 et 1932, et analysée par un observateur du XXVIIe siècle. L’auteur relate le développement de la classe ouvrière nord-américaine et ses combats contre l'oligarchie capitaliste, à travers le point de vue d'Avis Everhard, jeune fille de famille riche devenue amoureuse d'Ernest, un socialiste qui prend la tête des révoltés. Cette révolution est suivie d'une répression impitoyable, rationnelle et standardisée, permise par les moyens scientifiques avancés des États-Unis de l'époque, et par l'alliance prévisible entre capitalistes et aristocrates du syndicalisme. Il présente la révolution armée comme le remède à la misère sociale atroce provoquée par le capitalisme.
Plusieurs éditions de l'ouvrage sont préfacées par une lettre de Léon Trotsky, adressée en 1937 à la fille de l'auteur. Anatole France et Paul Vaillant-Couturier ont aussi préfacé les éditions classiques du roman. À ce jour, l'édition la plus complète est celle de Libertalia, puisqu'elle reprend la citation initiale, l'avant-propos, la lettre de Trotski et toutes les préfaces successives des éditions francophones. En outre, Philippe Mortimer y propose une nouvelle traduction rendue nécessaire selon lui, puisqu'il critique celle de Louis Postif. 

## Éditions

### Éditions en anglais
- The Iron Heel, un volume chez  The Macmillan Co, New York, février 1908.

### Traductions en français
- Le Talon de fer, traduit par Louis Postif, dans L’Humanité, en feuilleton du 29 avril au 4 juillet 1923.
- Le Talon de fer, traduit par Louis Postif, Paris, G. Crès & Cie, 1923, édition comportant une préface d’Anatole France [Traduction complète : 89500 mots contre 88500 dans l'original.].
- Le Talon de fer, traduit par Louis Postif,  in Épisodes de la lutte quotidienne, recueil, Robert Laffont, 1990, édition comportant la lettre de Léon Trotski à Joan London en 1937.
- Le Talon de fer, traduit par Marie-Claire Pasquier, Gallimard, 2016[8].
- Le Talon de fer, traduit par Philippe Mortimer, éditions Libertalia, 2016, où l'on peut lire la préface à l'édition de 1923 par Anatole France, aussi parue dans l'Humanité, le 2 décembre 1923[7].

## Adaptation au cinéma
- 1919 : Le Talon de fer (Zheleznaya pyata) de Vladimir Gardine